# Tangentni kot
Tangentni kot krivulje v kartezični ravnini je kot med tangento na krivuljo v dani točki in x-osjo . 

## Definicija
Če je krivulja dana parametrično z enačbo {\displaystyle (x(t),{\text{ }}y(t))} je tangentni kot {\displaystyle \varphi } v {\displaystyle t\,} definiran kot 
{\displaystyle {\frac {(x'(t),\ y'(t))}{|x'(t),\ y'(t)|}}=(\cos \varphi ,\ \sin \varphi )}.
To pomeni, da tangentni kot določa smer vektorja hitrosti {\displaystyle (x'(t),\ y'(t))}, pri tem pa hitrost določa njegovo velikost.
Vektor {\displaystyle {\frac {(x'(t),\ y'(t))}{|x'(t),\ y'(t)|}}} se imenuje enotski tangentni vektor. Enakovredna definicija tangentnega kota pravi, da je tangentni kot v {\displaystyle t\,} enak kotu {\displaystyle \varphi \,} tako, da je {\displaystyle (\cos \varphi ,\sin \varphi )} enotski tangentni vektor v {\displaystyle t\,}.
Kadar je krivulja parametrizirana z dolžino loka {\displaystyle s\,} tako, da je {\displaystyle |x'(s),\ y'(s)|=1} potem se definicija poenostavi tako, da velja {\displaystyle (x'(s),\ y'(s))=(\cos \varphi ,\ \sin \varphi )}. V tem primeru je ukrivljenost {\displaystyle \kappa } dana z
{\displaystyle \varphi '(s)}. 
Ukrivljenost je pozitivna, če je krivulja zavija proti levi in je negativna, kadar krivulja zavija proti desni strani .

## Polarni tangentni kot
V polarnem koordinatnem sistemu definiramo polarni tangentni kot kot med tangento na krivuljo v dani točki in smerjo od izhodišča do točke . 
Z {\displaystyle \psi \,} označimo polarni tangentni kot. V tem primeru velja 
{\displaystyle \psi =\varphi -\theta }
kjer je
- {\displaystyle \varphi \,} (glej zgoraj)
- {\displaystyle \theta \,} je običajni polarni kot.

Kadar je krivulja definirana v polarnih koordinatah z {\displaystyle r=f(\theta )}, je polarni tangentni kot {\displaystyle \psi \,} v {\displaystyle \theta \,} definiran (do mnogokratnika {\displaystyle 2\pi }) z 
{\displaystyle {\frac {(f'(\theta ),\ f(\theta ))}{|f'(\theta ),\ f(\theta )|}}=(\cos \psi ,\ \sin \psi )}
Logaritemska spirala je krivulja katere polarni tangentni kot je konstanten.